# Žugec
Žugec (Sugecz) su hrvatska plemićka obitelj koja je u 16. stoljeću prebivala u Turopolju. Do kraja 16. stoljeća imali su u posjedu plemićku kuriju u Mraclinu. A 1664. godine spominje se Andrija Žugec kao posljednji u Turopolju.
Već krajem 17. i početkom 18. stoljeća spominju se Žugci u Ljubeščici i Svibovcu, dok se iz Turopolja potpuno gube. U Svibovcu su živjeli plemići Žugec kao predijalci Zagrebačkog kaptola na prediju Fichur.